# D-Con
D-Con è una fiera del fumetto e dell'animazione giapponese che si tiene annualmente a Dundee, nel Regno Unito, ed è la fiera del settore con maggiore affluenza nel Regno Unito. Il D-Con (che sta per Dundee Convention) si tiene normalmente fra febbraio e marzo ed è una vetrina per eventi legati agli anime, ai videogiochi ed all'arte.

## Storia
Il D-CON è stato fondato da Kieran Baxter, Sarah Dargie, Yibao Gao e Jamie Keddie a fine 2008. La prima edizione si è tenuta il 28 febbraio 2009 ed ha attirato 350 ospiti. Questo l'ha resa la più grande convention sugli anime della Scozia. Il 6 e 7 marzo 2010 la fiera ha aperto nuovamente le porte, stavolta ad una folla di circa 2000 ospiti.